# Latzviltón II
Latzviltón II es una localidad del municipio de Larráinzar ubicado en la región de Los Altos del estado mexicano de Chiapas.

## Geografía
La localidad de Latzviltón II se sitúa en las coordenadas geográficas 16°53′11″N 92°46′01″O / 16.886389, -92.766944, a una elevación de 2,130 metros sobre el nivel del mar.

## Demografía
Según el Censo de Población y Vivienda 2020, efectuado por el Instituto Nacional de Estadística y Geografía, la localidad de Latzviltón II tiene 703 habitantes, de los cuales 329 son del sexo masculino y 374 del sexo femenino. Su tasa de fecundidad es de 3.14 hijos por mujer y tiene 126 viviendas particulares habitadas.
| Gráfica de evolución demográfica de Latzviltón II entre 1921 y 2020 |
|                                                                     |
| INEGI.                                                              |